# Condado de Malbork
Condado de Malbork (polaco: powiat malborski) é um powiat (condado) da Polónia, na voivodia de Pomerânia. A sede do condado é a cidade de Malbork. Estende-se por uma área de 494,63 km², com 63 155 habitantes, segundo os censos de 2005, com uma densidade 127,68 hab/km².

## Divisões admistrativas
O condado possui:
Comunas urbanas: Malbork
Comunas urbana-rurais: Nowy Staw
Comunas rurais: Lichnowy, Malbork, Miłoradz, Stare Pole
Cidades: Malbork, Nowy Staw

## Demografia
População (dados de 30 de Junho de 2005):
|          | Total   | Total | Mulheres | Mulheres | Homens  | Homens |
| -------- | ------- | ----- | -------- | -------- | ------- | ------ |
|          | pessoas | %     | pessoas  | %        | pessoas | %      |
| Total    | 63 155  | 100   | 32 447   | 51,4     | 30 708  | 48,6   |
| Cidades  | 43 100  | 100   | 22 465   | 52,1     | 20 635  | 47,9   |
| Povoados | 20 055  | 100   | 9982     | 49,8     | 10 073  | 50,2   |